# Aphodius abdominalis
Aphodius abdominalis is een keversoort uit de familie bladsprietkevers (Scarabaeidae). De wetenschappelijke naam van de soort is voor het eerst geldig gepubliceerd in 1812 door Bonelli.